# Trocodima hemiceras
Trocodima hemiceras là một loài bướm đêm thuộc phân họ Arctiinae, họ Erebidae.